# Promień Ziemi

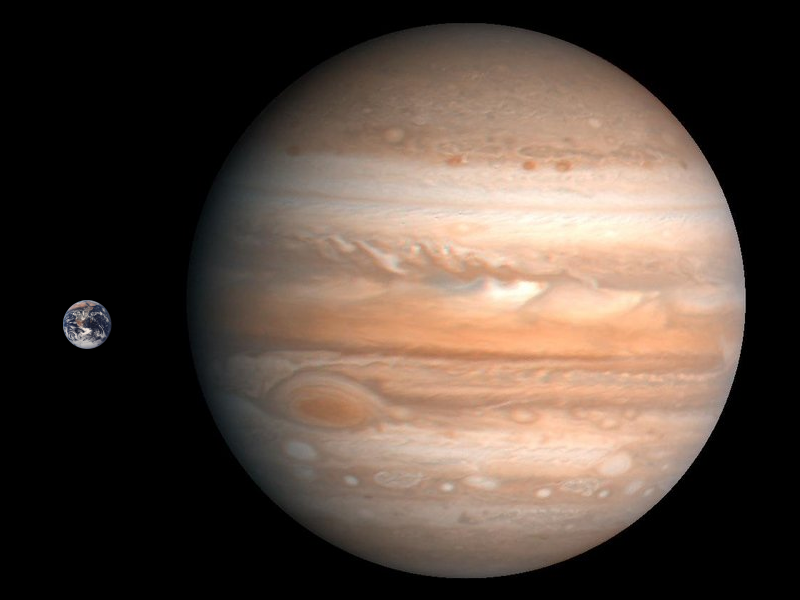
Porównanie rozmiarów Ziemi i Jowisza

Promień Ziemi (R🜨) – pozaukładowa jednostka długości, używana w astronomii do określania rozmiarów planet pozasłonecznych, najczęściej superziemi. Odpowiada ona średniemu promieniowi równikowemu Ziemi:
{\displaystyle 1\ \operatorname {R} _{\oplus }={\text{6378,14}}\ \operatorname {km} \approx {\text{6,4}}\cdot 10^{6}\ \operatorname {m} }
Promień ten różni się od promienia biegunowego ze względu na spłaszczenie planety. Ponadto nie jest on jednakowy we wszystkich kierunkach, gdyż Ziemia nie jest idealną elipsoidą obrotową. Promień biegunowy ma długość 6357 km, zaś promień średni planety to 6371 km.
Promienie większych planet pozasłonecznych, w szczególności gazowych olbrzymów, wyraża się raczej jako wielokrotność promienia (równikowego) Jowisza:
1 RJ = 11,21 R🜨